# Desa Haurgeulis (administrativ by i Indonesien, lat -6,47, long 107,96)
Desa Haurgeulis är en administrativ by i Indonesien.   Den ligger i provinsen Jawa Barat, i den västra delen av landet, 130 km öster om huvudstaden Jakarta.